# Comté de Carnamah
Le Comté de Carnamah est une zone d'administration locale sur la côte est de l'Australie-Occidentale en Australie. Il est situé à 310 km au nord de Perth et à 115 km au sud de Geraldton.
Le comté est divisé en deux localités :
- Carnamah
- Eneabba

Le comté a 7 conseillers sur 4 circonscriptions.
- Carnamah Ward (2 conseillers)
- Eneabba Ward (2 conseillers)
- Yarra Ward (2 conseillers)
- Indoon Ward (1 conseiller)